# Ziarno prawdy (film)
Ziarno prawdy – polski film z 2015 w reżyserii Borysa Lankosza, ekranizacja powieści Zygmunta Miłoszewskiego pod tym samym tytułem.

## Produkcja i premiera
Okres zdjęciowy filmu trwał od 30 kwietnia do 27 maja 2014. Zdjęcia kręcono w Sandomierzu, Śmiłowie, Wysiadłowie (stacja benzynowa), Chełmnie (katedra), Otwocku, Warszawie i Lublinie.
Premiera krajowa odbyła się 30 stycznia 2015, a światowa 19 stycznia 2015.

## Fabuła
Pod sandomierską synagogą zostaje znalezione nagie ciało młodej kobiety. Prokurator Teodor Szacki rozpoczyna śledztwo w sprawie morderstwa. Okazuje się, że ze zwłok kobiety spuszczono krew, a biegły orzeka, że narzędzie zbrodni odnalezione na miejscu jest używane w czasie ubojów rytualnych zwierząt. Powiązanie z mroczną historią rytualnych morderstw na dzieciach, uruchamia antysemickie nastroje. Dążąc do poznania prawdy, Szacki przekona się, że w każdej opowieści tkwi ziarno prawdy, które w odpowiednim miejscu i o odpowiedniej porze może uruchomić spiralę zbrodni.

## Obsada
- Robert Więckiewicz – Teodor Szacki
- Jerzy Trela – Leon Wilczur
- Magdalena Walach – Barbara Sobieraj
- Aleksandra Hamkało – Klara
- Joanna Sydor – Elżbieta Budnik
- Krzysztof Pieczyński – Grzegorz Budnik
- Andrzej Zieliński – Jerzy Szyller
- Zohar Strauss – rabin Zygmunt
- Modest Ruciński – Roman Myszyński
- Iwona Bielska – Maria Miszczyk
- Jacek Poniedziałek – Klejnocki
- Marcin Juchniewicz – patolog Rzeźnicki
- Andrzej Konopka – Marszałek (policjant)
- Zbigniew Konopka – Wojtuś (policjant)
- Jacek Reda – technik
- Anna Porusiło-Dużyńska – matka dziewczynki z marionetką
- Julia Gołąb – dziewczynka z marionetką
- Piotr Głowacki – wariat
- Wojciech Duriasz – dyrektor archiwum
- Jacek Koman – kanonik
- Kamil Przystał – wikary
- Philip Lenkovsky – mężczyzna z katedry
- Sonia Roszczuk – kobieta
- Arkadiusz Jakubik – Janek Wiewiórski
- Lech Dyblik – Gąsiorowski
- Irek Grin – chasyd
- Joachim Lamża – Janek Rojski
- Maria Mamona – pani Rojska
- Mariusz Ostrowski – dziennikarz
- Grzegorz Świtalski – dziennikarz
- Ewelina Gut – dziennikarz
- Ewelina Wojtasik – dziennikarka
- Anna Borowiec – starsza pani
- Marek Kasprzyk – wulkanizator
- Marcin Gałczyński – sprzedawca CPN
- Anna Rados – kelnerka w Ciżemce
- S.N.O.W. – zespół rockowy
- Milena Ćwik – uczennica
- Jagoda Błachnia – uczennica
- Antek Lankosz – uczeń
- Olena Leonenko – salowa
- Edward Tobiszewski – urzędnik
- Grzegorz Szymański – lekarz
- Robert Jabłoński – młody mężczyzna
- Wojciech Skibiński – jako strażnik w prokuraturze
- Dagna Dywicka – kasjerka w Społem
- Danuta Borsuk – urzędniczka w Kielcach
- Justyna Grzybek – Wajsbrotowa
- Wojciech Urbański – Wajsbrot
- Tomasz Mielczarek – syn Wajsbrotów
- Agata Filewicz – matka z dzieckiem
- Krzysztof Maj – mieszkaniec
- Andrzej Deskur – major KWP
- Ryszard Jasiński – ubek #1
- Robert Rej – ubek #2
- Piotr Makarski – naczelnik aresztu
- Arkadiusz Skalbania – potężny ubek
- Magdalena Czerwińska – akuszerka
- Maritta Iwańska – córka akuszerki

## Realizatorzy
- Reżyseria – Borys Lankosz
- Scenariusz – Zygmunt Miłoszewski i Borys Lankosz
- Zdjęcia – Łukasz Bielan
- Dźwięk – Monika Krzanowska
- Montaż – Wojciech Anuszczyk
- Scenografia – Magdalena Dipont i Robert Czesak
- Charakteryzacja – Ewa Drobiec
- Kostiumy – Magdalena Biedrzycka
- Kierownik produkcji – Anna Winnicka
- Producent – Anna Drozd
- Gatunek – thriller
- Kraj produkcji – Polska
- Premiera – 2015
- Dystrybucja – Next Film
- Produkcja – Studio Rewers: Borys Lankosz, Grzegorz Szymański, Edward Tobiszewski
- Koproducenci – Arttech Cinema, Agora, Aeroplan, Narodowy Instytut Audiowizualny
- Współfinansowanie – Polski Instytut Sztuki Filmowej